# 胡安·塞拉亚
胡安·塞拉亚，OLY（1998年9月1日—），墨西哥男子跳水运动员。他曾代表墨西哥参加2019年泛美运动会跳水比赛，获得二枚金牌和一枚银牌。他也曾参加2020年夏季奥林匹克运动会。